# Süddeutscher Verlag

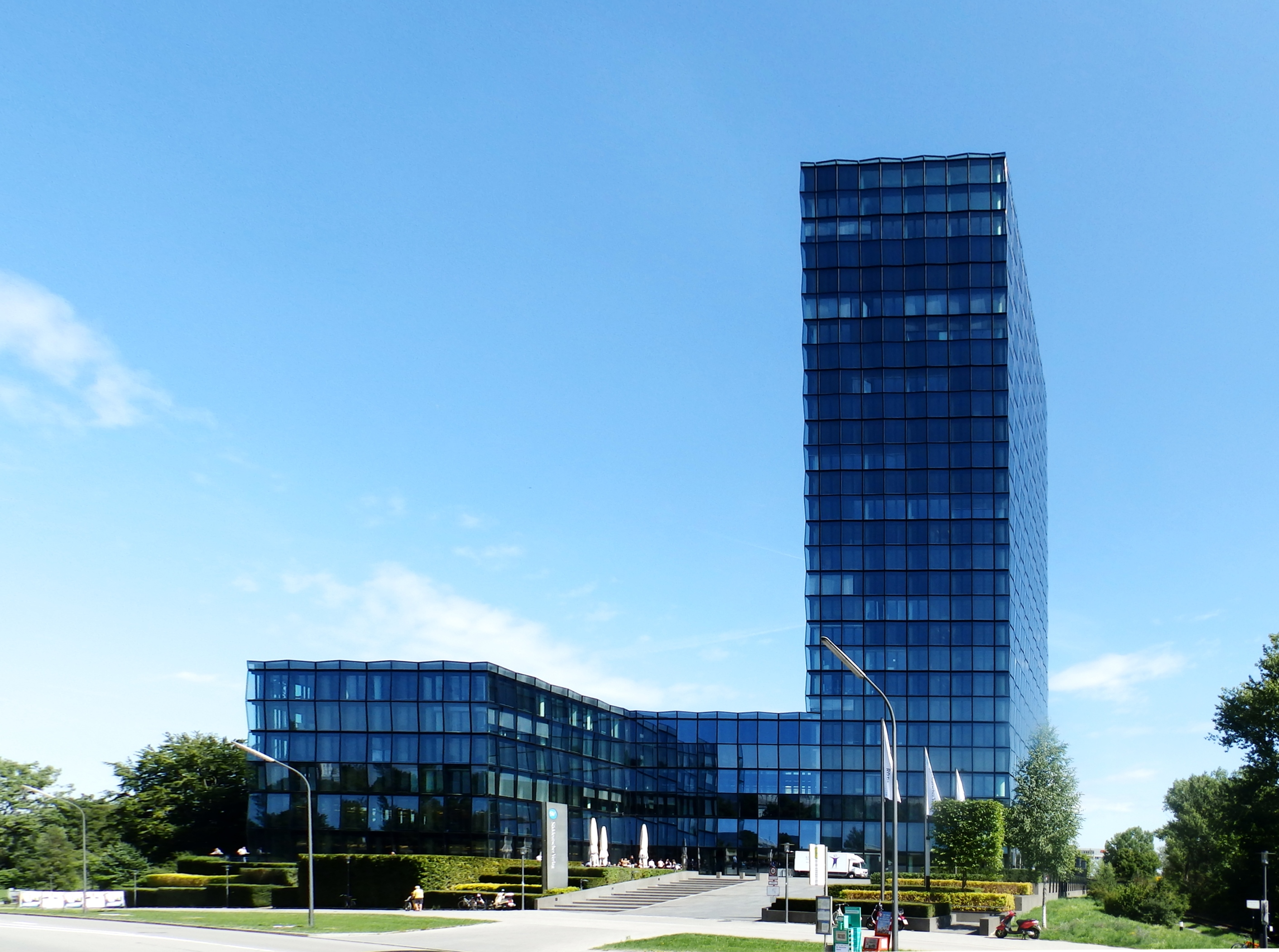
Das SV-Hochhaus, Sitz des Süddeutschen Verlags

Der Süddeutsche Verlag ist ein aus der Süddeutschen Zeitung hervorgegangenes deutsches Medienunternehmen mit Sitz in München.  Das Unternehmen gehört zum Konzern der Südwestdeutsche Medien Holding (SWMH).
Der ursprünglich reine Printmedien-Verlag gehört heute zu den großen deutschen Medienunternehmen mit Aktivitäten im In- und Ausland, hat seinen Schwerpunkt jedoch nach wie vor im Bereich Zeitungen, Fachzeitschriften und Bücher. Zentrale des Unternehmens ist das SV-Hochhaus im Münchner Stadtteil Zamdorf, gedruckt wird im benachbarten SV-Druckzentrum im Stadtteil Steinhausen.

## Geschichte
Die Aktivitäten des Süddeutschen Verlages begannen mit dem Erscheinen der ersten Ausgabe der Süddeutschen Zeitung am 6. Oktober 1945. Die Süddeutsche Verlag GmbH mit Sitz in München wurde 1947 von den Gesellschaftern August Schwingenstein, Edmund Goldschagg, Franz Josef Schöningh und Werner Friedmann gegründet.
Drei Jahre später wurde der erste Buchverlag gegründet. Weitere Beteiligungen, Übernahmen und Neugründungen folgten. Heute gehören der Mediengruppe über hundert Tochterunternehmen an.
Seinen Stammsitz in der Sendlinger Straße hat der Verlag 2004 verkauft. Seit Herbst 2008 befindet sich die Zentrale des Verlages im neuen SV-Hochhaus in München-Zamdorf.

### Verkauf 2007
Der Süddeutsche Verlag war bis 2007 zum Großteil im Besitz von fünf Münchner Verleger-Familien, Nachfahren der Gründer. Das waren die Familien Friedmann (Anteil: 18,75 %), Goldschagg (18,75 %), Seidlein (18,75 %), Schwingenstein (16,67 %) und Dürrmeier (8,33 %) sowie zuletzt auch die neu eingestiegene Südwestdeutsche Medien Holding (SWMH) (18,75 %). Vorsitzender der Gesellschafterversammlung war Christian Goldschagg. Als Geschäftsführer des Verlages waren im August 2004 Hanswilli Jenke und Klaus Josef Lutz tätig.
Vier der fünf Gesellschafterfamilien (Dürrmeier, Goldschagg, Schwingenstein und von Seidlein) einigten sich nach jahrelangen Spekulationen 2007 endgültig darauf, ihre Verlagsanteile von insgesamt 62,5 % zu verkaufen. Als Interessenten angemeldet hatten sich der Kölner Verlag M. DuMont Schauberg (Frankfurter Rundschau, Kölner Stadt-Anzeiger), die Essener WAZ-Mediengruppe (Westdeutsche Allgemeine Zeitung), die Stuttgarter Dieter von Holtzbrinck Medien (Der Tagesspiegel, Die Zeit) sowie die vier Finanzinvestoren Goldman Sachs, Apax, Veronis Suhler Stevenson und 3i. Die SWMH mit 18,75 Prozent hielt ein Vorkaufsrecht und die Gesellschafterfamilie um Verleger Johannes Friedmann (Abendzeitung) sperrte sich gegen einen Verkauf an Investoren („Heuschrecken“). Nach Informationen des Nachrichtenmagazins Focus beabsichtige auch der Stuttgarter Verleger Dieter von Holtzbrinck (DvH Medien mit Tagesspiegel, Handelsblatt und Die Zeit), unterstützt vom Investmenthaus Goldman Sachs, die Verlagsanteile zu erwerben, was aber scheiterte. Angedacht war dabei ein Bündnis mit der SWMH.
Am 21. Dezember 2007 wurde der Abschluss der Verkaufshandlungen bekannt gegeben mit dem Zuschlag für die SWMH. Sie erhöhte mit Wirkung zum 29. Februar 2008 ihren Anteil auf insgesamt 81,25 Prozent.

## Gesellschafter, Konzernverhältnis
Der Süddeutsche Verlag befindet sich seit Februar 2008 zu 81,25 % im Eigentum der Südwestdeutsche Medien Holding GmbH (SWMH) als herrschende Gesellschaft und zu 18,75 % im Besitz der Münchener Verlegerfamilie Friedmann (SV Friedmann Holding GmbH, München, vertreten durch Johannes Friedmann, Sohn von Werner und Anneliese Friedmann).
Der Süddeutsche Verlag wird in den Konzernabschluss des Mutterunternehmens SWMH einbezogen. Der Süddeutsche Verlag führt im Rahmen eines Gewinnabführungsvertrags die Erträge an die Konzernmutter ab, die zum  Verlustausgleich verpflichtet ist.

## Kennzahlen
Nach wirtschaftlichen Schwierigkeiten wurde der Verlag neu strukturiert und erzielte im Jahre 2003 mit 4329 Mitarbeitern (−14,7 %) einen Umsatz von 625,4 Mio. Euro (−13,1 % gegenüber dem Vorjahr). Nach einem Verlust von 76,6 Mio. Euro im Vorjahr lag der Jahresüberschuss im Jahre 2003 bei 0,6 Mio. Euro. 2006 wurden mit 3.868 Mitarbeitern 709,3 Mio. Euro Umsatz erreicht.

## Geschäftsfelder
Der Süddeutsche Verlag ist in die vier Geschäftsfelder Süddeutsche Zeitung, Regional- und Wochenzeitungen, Fachinformationen sowie Dienstleistungen/Technik/Beteiligungen eingeteilt.

### Publikumszeitungen und -medien

#### Süddeutsche Zeitung
Das größte und wichtigste Produkt des Süddeutschen Verlages ist die Süddeutsche Zeitung. Zu dieser Geschäftseinheit gehören auch verschiedene Magazine und Supplements, Internet- und TV-Auftritte, die Abteilung Neue Produkte (Bücher, CDs, DVDs) sowie das Anzeigengeschäft und die Abonnementverwaltung.

#### Zeitungsgruppe Hof/Coburg/Suhl
Der Süddeutsche Verlag ist Mehrheitsgesellschafter der Zeitungsgruppe Hof/Coburg/Suhl. Er hält 70 Prozent der Anteile an der Suhler Verlagsgesellschafts mbH & Co. KG (Freies Wort, Südthüringer Zeitung) und der Druck- und Verlagsanstalt Neue Presse GmbH (Neue Presse) sowie 65 Prozent der Anteile an der Frankenpost Verlag GmbH (Frankenpost). Die übrigen Anteile werden von der Deutschen Druck- und Verlagsgesellschaft gehalten.
Im Januar 2010 lösten die vier Zeitungen ihre gemeinsame Mantelredaktion auf und beziehen seitdem überregionale Inhalte von den ebenfalls zur Südwestdeutsche Medien Holding gehörenden Stuttgarter Nachrichten.

#### Sonstige Periodika
- In einem Gemeinschaftsunternehmen mit dem Münchener Zeitungs-Verlag werden auf Grundlage eines Vertrages mit dem Freistaat Bayern die Bayerische Staatszeitung und der Bayerische Staatsanzeiger herausgegeben.
- Die Anzeigenblattgruppe MWB Medien GmbH (vormals Münchener Wochenblatt Verlags- und Werbegesellschaft mbH) ist eine hundertprozentige Tochtergesellschaft des Süddeutschen Verlages.
- Von 1974 bis 2004 war der Süddeutsche Verlag mit 25 Prozent am Donaukurier beteiligt.[9]
- Von 1982 bis 2014 hielt der Süddeutsche Verlag 12,5 Prozent der Anteile an der Münchener Zeitungs-Verlag GmbH & Co. KG (Münchner Merkur), der Zeitungsverlag tz München GmbH & Co. KG (tz) und der Zeitungsverlag Oberbayern GmbH & Co. KG (Miesbacher Merkur).[10]
- Von 1998 bis 2008 war der Süddeutsche Verlag mit 49 Prozent an der österreichischen Tageszeitung Der Standard beteiligt.[11]

#### Hörfunk
2014 verkaufte der Süddeutsche Verlag die SV Teleradio Produktions- und Beteiligungsgesellschaft für elektronische Medien mbH an die rt1.media group. Sie ist unter anderem an Antenne Bayern, Radio Gong 96.3, 106.4 Top FM und Studio Gong beteiligt.

### Fachinformationen
Die Aktivitäten im Bereich der Fachinformationen werden in der Unternehmenstochter Süddeutscher Verlag Hüthig Fachinformationen GmbH (SVHFI) gebündelt. Dort werden 150 Fach-Zeitschriften und mehrere tausend Buchtitel produziert. Die Schwerpunkte liegen in den Bereichen Recht und Steuern, Industrie, Kommunikation sowie Medizin.
Zum Bereich gehören folgende Verlage:
- Verlagsgruppe Hüthig Jehle Rehm
- Verlag moderne Industrie
- Hüthig GmbH
- Energie Informationsdienst
- Medical Tribune

### Dienstleistungen und Technik
Der Bereich Dienstleistungen umfasst neben hausinternen Aktivitäten auch Archiv- und Content-Dienstleistungen (DIZ Dokumentations- und Informationszentrum) und Corporate Publishing (Süddeutscher Verlag Publishing, Süddeutsche Zeitung onpact). Mit Süddeutsche Zeitung Publishing besitzt der SV eine Marketing- und Webdesignagentur, vor allem für die Zielgruppe Jugendliche, mit Süddeutscher Verlag onpact eine PR-Agentur. Über Tochtergesellschaften des zum SV gehörenden verlag moderne industrie werden Seminare und Kongresse angeboten (mic management information center, DVS Deutsche Verkaufsleiterschule, Ueberreuter Managerakademie). Auch die SZ Logistik (Vertrieb, Lohnabrechnungen) gehört zum Unternehmensbereich Dienstleistungen. Seit Februar 2009 bündeln die Logistik-Tochter des SV, der Zeitungsverlag Oberbayern, die TNT Post Holding sowie die MeDiaLog GmbH & Co. KG ihre regionalen Erfahrungen im Briefgeschäft unter dem Namen Süd-Post GmbH & Co. KG.
Im Bereich Drucktechnik werden drucktechnische Dienstleistungen angeboten, beispielsweise Zeitungsdruck und Vorstufentechnik. Im SV-Druckzentrum München-Steinhausen werden neben der Süddeutschen Zeitung mehrere Titel anderer Verlagsgruppen (u. a. die Titel Bild, BamS und Die Welt des Axel-Springer-Verlages) sowie Einzelkundenaufträge gedruckt. Im Druckzentrum Suhl (Tochterunternehmen der Suhler Verlagsgesellschaft innerhalb der Zeitungsgruppe Hof/Coburg/Suhl) werden unter anderem die Titel Freies Wort, Neue Presse, Südthüringer Zeitung und Wochenspiegel gedruckt.